# Filmåret 1959

## Academy Awards/Oscari urval (komplett lista)
| Kategori                   | Vinnare                                   |
| -------------------------- | ----------------------------------------- |
| Bästa film:                | Ben-Hur                                   |
| Bästa regi:                | William Wyler (Ben-Hur)                   |
| Bästa manliga huvudroll:   | Charlton Heston (Ben-Hur)                 |
| Bästa kvinnliga huvudroll: | Simone Signoret (Plats på toppen)         |
| Bästa manliga biroll:      | Hugh Griffith (Ben-Hur)                   |
| Bästa kvinnliga biroll:    | Shelley Winters (Anne Franks dagbok)      |
| Bästa utländska film:      | Orfeu negro (Brasilien/Frankrike/Italien) |

## Årets filmer

### Siffra (1,2,3...) eller specialtecken (@,$,?...)
- 91:an Karlsson muckar (tror han)

### A - G
- Analys av ett mord
- Anne Franks dagbok
- Bara en kypare
- Ben-Hur
- Brott i Paradiset
- De 400 slagen
- Det kom två män
- Det svänger på slottet
- En midsommarnattsdröm
- Enslingen i blåsväder
- Fly mej en greve
- Fridolfs farliga ålder
- Frukost i det gröna
- Fröken Chic
- För katten
- Generalen
- Guldgrävarna

### H - N
- Himmel och pannkaka
- Hiroshima - min älskade
- Hägringen
- I hetaste laget
- I sista minuten
- Insats förlorad
- Jag hatar dig, älskling
- Kusinerna
- Med fara för livet
- Med mord i bagaget
- Mälarpirater
- Mästarnas match
- Nattåg

### O - U
- Operation kjoltyg
- Orfeu Negro
- El pisito
- Plan 9 from Outer Space
- Resa i toner
- Rio Bravo
- Ryttare i blått
- Sköna Susanna och gubbarna
- Sängkammartjuven
- Till sista andetaget
- Törnrosa

### V - Ö
- Åsa-Nisse jubilerar[1]
- Älskade otrogna
- Ödesdigert möte

## Födda
- 5 januari – Clancy Brown, amerikansk skådespelare.
- 6 januari – Johan H:son Kjellgren, svensk skådespelare.
- 9 januari – Göran Hallberg, svensk filmfotograf.
- 21 januari – Oskar Roehler, tysk filmregissör
- 26 januari – Jan Mybrand, svensk skådespelare.
- 12 februari – Sigrid Thornton, australisk skådespelare.
- 17 februari – Charlotta Denward, svensk filmkonsulent och producent.
- 22 februari – Kyle MacLachlan, amerikansk skådespelare och regissör.
- 25 februari – Aleksej Balabanov, rysk regissör och manusförfattare.
- 15 mars – Renny Harlin, finländsk-amerikansk filmregissör och filmproducent.
- 18 mars
  - Luc Besson, fransk filmregissör.
  - Irene Cara, amerikansk discosångerska och skådespelare.
- 22 mars – Matthew Modine, amerikansk skådespelare.
- 23 mars – Catherine Keener, amerikansk skådespelare.
- 3 april – David Hyde Pierce, amerikansk skådespelare.
- 17 april
  - Sean Bean, brittisk skådespelare.
  - Hans Crispin, svensk inspelningsledare, författare, producent, skådespelare och programledare på TV4.
- 4 maj – Inger Nilsson, svensk skådespelare, förkroppsligade Pippi Långstrump.
- 7 maj – Johan Schildt, svensk skådespelare.
- 12 maj
  - Åsa Bjerkerot, svensk skådespelare.
  - Ving Rhames, amerikansk skådespelare.
- 14 maj – Patrick Bruel, fransk musiker och skådespelare samt professionell pokerspelare.
- 16 maj – Mare Winningham, amerikansk skådespelare och sångerska.
- 21 maj – Nick Cassavetes, amerikansk skådespelare, manusförfattare och regissör.
- 23 maj – Daniel Alfredson, svensk filmregissör.
- 29 maj – Rupert Everett, brittisk skådespelare.
- 6 juni – Marie Richardson, svensk skådespelare.
- 9 juni – Maria Persson, svensk barnskådespelare.
- 11 juni – Hugh Laurie, brittisk skådespelare.
- 27 juni – Janusz Kaminski, polsk-amerikansk filmfotograf.
- 30 juni – Vincent D'Onofrio, amerikansk skådespelare och filmproducent.
- 7 juli – Billy Campbell, amerikansk skådespelare.
- 12 juli – Charlie Murphy, amerikansk skådespelare och författare.
- 3 augusti – John C. McGinley, amerikansk skådespelare.
- 14 augusti – Marcia Gay Harden, amerikansk skådespelare.
- 16 augusti – Gunilla Röör, svensk skådespelare.
- 23 augusti – Görel Crona, svensk skådespelare.
- 28 augusti
  - John Allen Nelson, amerikansk skådespelare.
  - Brian Thompson, amerikansk skådespelare.
- 9 september – Eric Serra, fransk tonsättare och filmmusik-kompositör.
- 23 september – Jason Alexander, amerikansk skådespelare.
- 25 september – Mina Azarian, svensk skådespelare.
- 7 oktober – Dylan Baker, amerikansk skådespelare.
- 10 oktober – Bradley Whitford, amerikansk skådespelare.
- 15 oktober – Todd Solondz, amerikansk regissör.
- 21 oktober – Mikael Dubois, svensk skådespelare och komiker.
- 25 oktober – Mikael Odhag, svensk skådespelare.
- 17 november – William R. Moses, amerikansk skådespelare.
- 22 november – Michalis Koutsogiannakis, svensk skådespelare.
- 23 november – Dominique Dunne, amerikansk skådespelare.
- 16 december – Malte Forssell, svensk filmproducent och inspelningsledare.
- 28 december – Katarina Ewerlöf, svensk skådespelare.
- 29 december – Patricia Clarkson, amerikansk skådespelare.
- 31 december – Val Kilmer, amerikansk skådespelare.

## Avlidna
- 21 januari
  - Cecil B. DeMille, 77, amerikansk filmregissör och producent.
  - Carl Switzer, 31, amerikansk skådespelare.
- 23 januari – Allan Bohlin, 51, svensk skådespelare.
- 1 februari – Madame Sul-Te-Wan, 85, amerikansk skådespelare.
- 3 mars – Lou Costello, 52, amerikansk skådespelare och komiker.
- 27 mars – Jalmari Parikka, 67, finländsk skådespelare.
- 12 april – James Gleason, 76, amerikansk skådespelare och manusförfattare.
- 13 maj – Sten Lindgren, 55, svensk skådespelare.
- 24 maj – Emmy Albiin, 85, svensk skådespelare.
- 16 juni – George Reeves, 45, amerikansk skådespelare.
- 18 juni – Ethel Barrymore, 79, amerikansk skådespelare.
- 6 augusti – Preston Sturges, 60, amerikansk manusförfattare och filmregissör.
- 8 augusti – Harry Roeck-Hansen, 68, svensk skådespelare och teaterdirektör.
- 6 september – Kay Kendall, 32, brittisk skådespelare.
- 28 september – Alvar Kraft, 58, svensk kompositör, arrangör av filmmusik.
- 7 oktober – Mario Lanza, 38, amerikansk sångare och skådespelare.
- 14 oktober – Errol Flynn, 50, australisk-amerikansk skådespelare.
- 23 oktober – Gerda Lundequist, 88, svensk skådespelare.
- 7 november – Victor McLaglen, 72, brittisk skådespelare.
- 18 november – Douglas Håge, 61, svensk skådespelare.
- 2 december – Tulli Sjöblom, 36, svensk skådespelare.

### Fotnoter
1. ↑  IMDB, läst 29 februari 2012